# Ligne de La Ciotat

Tramlokomotive beim Gleisbau in L’Escalet (1917)

Die Ligne de La Ciotat verband von 1887 bis 1987 die französische Stadt La Ciotat mit ihrem Bahnhof an der Bahnstrecke Marseille–Ventimiglia.

## Vorgeschichte
La Ciotat, im Département Bouches-du-Rhône zwischen Marseille und Toulon gelegen, ist eine Hafenstadt am Mittelmeer. Im Jahr 1886 zählte sie 10.689 Einwohner. Bereits 1859 hatte sie an der in jenem Jahr eröffneten Bahnstrecke von Aubagne nach Toulon, einem Abschnitt der von der Compagnie des chemins de fer de Paris à Lyon et à la Méditerranée (PLM) gebauten Bahnstrecke von Marseille nach Ventimiglia, einen Bahnhof erhalten. Jener lag jedoch weit abseits des Orts und seines Hafens, weshalb die Société Nationale des chemins de fer régionaux des Bouches-du-Rhône die Genehmigung für Bau und Betrieb einer Nebenbahn erhielt.

## Geschichte und Beschreibung

Heutiger Quai François Mitterrand: Bau des Abzweigs (nach links) zur Werft in L’Escalet, nach rechts zur späteren Endhaltestelle der Personenzüge (1916)

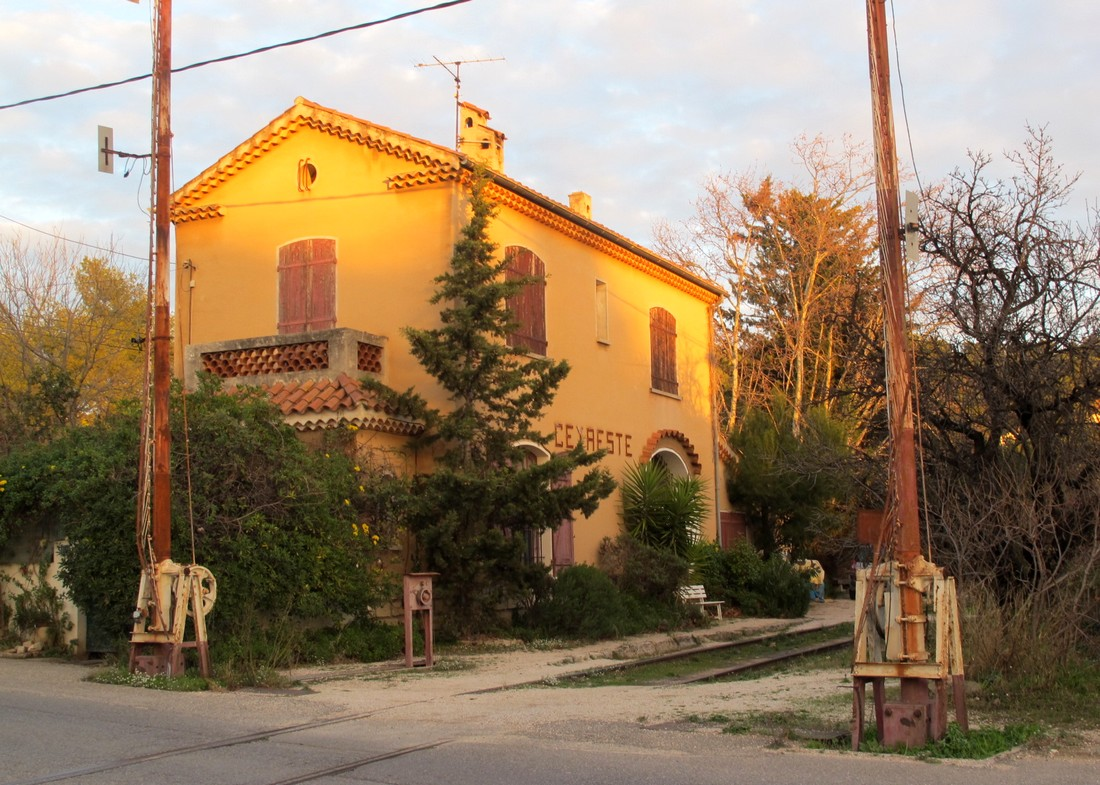
Ehemaliges Empfangsgebäude des Haltepunkts Ceyreste (2018)

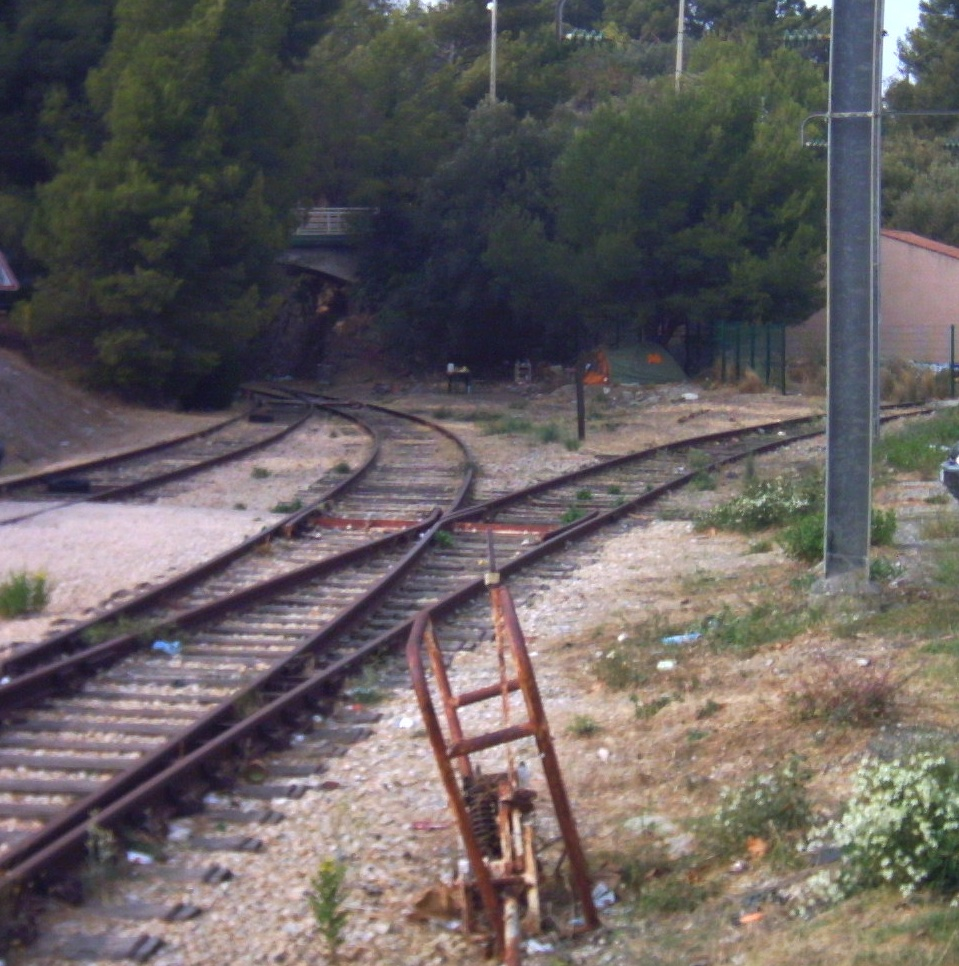
Nördlicher Kopf des Endbahnhofs La Ciotat-Gare, von links das Streckengleis aus der Stadt, rechts das Gleis zum Bahnhof der PLM bzw. SNCF

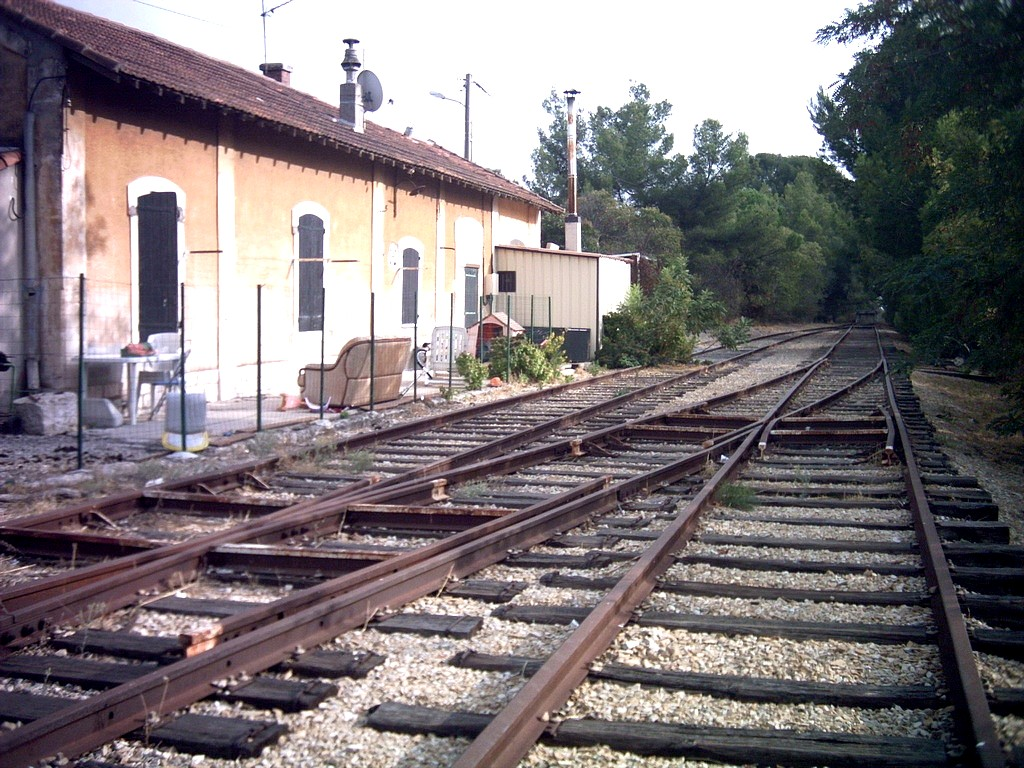
Ehemaliger Bahnhof La Ciotat-Gare, links das Empfangsgebäude (2007)

Im Jahr 1884 wurde der Bau der Bahn durch die erforderliche Déclaration d’utilité publique für gemeinnützig erklärt, am 10. Dezember 1887 wurde sie eröffnet. Auf einer Länge von 5,6 km verlief die eingleisige Strecke vom Hafen mit einer nahezu kontinuierlichen Steigung von 20 ‰ auf eigenem Bahnkörper zum Bahnhof der PLM. Wenige Meter vor dem Endpunkt musste in einer Kurve ein kurzer Tunnel angelegt werden. Der dortige Kleinbahnhof La Ciotat-Gare lag längs zu den Gleisen des PLM-Bahnhofs auf dessen Westseite. Er wies zwei Gleise und ein eigenes Gebäude auf; beide Bahnen waren normalspurig und über ein Gleis miteinander verbunden. Auch der stadtseitige Endbahnhof La Ciotat-Ville, längs des Boulevard de la Tasse (heute: Boulevard Anatole France) unmittelbar an der Kaimauer gelegen, verfügte über zwei Gleise und ein Empfangsgebäude, zudem über einen zweiständigen Lokomotivschuppen. Die eingleisige Zwischenstation Ceyreste hatte ein gemauertes Empfangsgebäude, die Haltestellen Saint Marguerite und Vallat de Roubaud wiesen Unterstände auf.
Verlegt wurden Vignolschienen mit einer Masse von 25 kg/m. Infolge finanzieller Probleme der Betreibergesellschaft kaufte das Département bald die Bahn und gab sie an eine Filiale der Compagnie des Chemins de fer des Bouches-du-Rhône weiter.
Neben Güterzügen waren täglich zunächst fünf Personenzugpaare auf der Strecke unterwegs, zum Einsatz kamen anfangs zweiachsige Tenderlokomotiven. Die örtliche Werft sorgte für ein wachsendes Verkehrsaufkommen, sodass 1914 bereits sieben Zugpaare eingesetzt wurden. Die Fahrzeit auf der eingleisigen Strecke betrug 15 Minuten. Um den Personenverkehr nicht zu behindern, verkehrten die Güterzüge vor Tagesanbruch. Im Jahr 1913 übernahm das Département selbst in Form einer Régie den Betrieb. Eine während des Ersten Weltkriegs längs des Hafenkais angelegte Zweigstrecke im Stadtviertel L’Escalet verbesserte die Bedienung der Werft. Im Straßenbereich wurden dort Broca-Rillenschienen verlegt. Die 1835 gegründete Werft erhielt ein separates Gleisnetz und verfügte über eigene Lokomotiven für den internen Verkehr, zuletzt zwei Kleindieselloks von CEM und Fauvet-Girel.
Als erste Kleinbahn in Frankreich wurde die Bahn 1935 elektrifiziert, und zwar mit einer Wechselspannung von 600 V und einer Frequenz von 50 Hz, und erhielt entsprechende Fahrzeuge. Der Betrieb firmierte nun als Régie départementale des chemins de fer des Bouches du Rhône. Die neuen Triebwagen entsprachen Straßenbahntriebwagen, besaßen aber Eisenbahnräder. Das Betriebswerk wurde vom Bahnhof an den Stadtrand verlagert, es erhielt eine gebogene, fünfständige Triebwagenhalle in Stahlbetonbauweise mit vorgelagerter Segmentdrehscheibe. Die vier elektrischen Triebwagen ruhten auf zwei zweiachsigen, zweimotorigen Drehgestellen und wiesen eine Leistung von jeweils 4x55 PS auf. Davon stammten zwei (Nummern 13 und 14) von Coder, jene mit den Nummern 11 und 12 (gebaut von Jeumont) wurden von der Überlandstraßenbahn Marseille–Aix-en-Provence übernommen. Hinzu kamen zwei vierachsige Beiwagen mit den Betriebsnummern 15 und 16. Die Drehgestelle der Fahrzeuge aus Aix mussten wegen ihrer um 5 mm von der Normalspur abweichenden Spurweite und der nicht für Vignolschienen tauglichen Räder umgebaut werden.
Stadtseitig verkehrten die elektrischen Züge fortan über den Bahnhof La Ciotat-Ville hinaus am Hafenkai entlang bis zu den Werften. Ungeachtet zusätzlich eingerichteter Bedarfshaltestellen konnte mit ihnen die Fahrzeit um mehrere Minuten verkürzt werden. Der Güterverkehr wurde weiterhin mit Dampflokomotiven, zunächst des Typs 030T von Corpet-Louvet bzw. Pinguely, später mit zweiachsigen Diesellokomotiven, die eine gelbe Rundumkennleuchte aufwiesen, abgewickelt. Eine Verlängerung des Ausziehgleises auf die Mole und eine von dort stumpf abgehende Gleisverbindung erleichterte seine Abwicklung.

## Ende
Angesichts der wachsenden Konkurrenz durch Omnibusse wurde der Personenverkehr der Bahn im Jahr 1955 eingestellt. Der Güterverkehr hielt sich noch bis 1987, dem Jahr der Schließung der Werft. Im Jahr 2000 wurde die verwaiste Trasse für einen symbolischen Franc an die Stadt verkauft. Zwischen dem Bahnhof und dem Hafen wurde auf der ehemaligen Bahntrasse ein Fußgänger- und Radweg angelegt.

## Trivia
Die Brüder Lumière schufen mit Die Ankunft eines Zuges auf dem Bahnhof in La Ciotat 1895 einen der ersten Stummfilme der Geschichte.
Am 4. Mai 1980 befuhr ein dreiteiliger SNCF-Dieseltriebzug der Baureihe X 4900, angemietet von der Fédération des amis des chemins de fer secondaires (FACS), einen Teil der Strecke.